# Окулич Володимир Леонтійович
Оку́лич Володи́мир Лео́нтійович — білоруський кінооператор. Заслужений діяч мистецтв Білорусі (1955).

## Життєпис
Народився 20 березня 1904 р. у м. Радзівілішку у Литві в родині залізничника. Закінчив операторське відділення Одеського державного технікуму кінематографії (1928). В 1929—1946 рр. працював на Київській кіностудії, потім переїхав до Мінська.
Помер 17 грудня 1972 р.

## Фільмографія
Зняв в Україні фільми: 
- «Двоє» (1928)
- «Право на жінку» (1930)
- «Зміна росте», «Чатуй!» (1931)
- «Корінці комуни» (1931, у співавт. з О. Суховим
- «Можливо, завтра» (1932)
- «Свято Унірі» (1932, у співавт. з З. Чернявським)
- «Багата наречена» (1937)
- «Вершники» (1939)
- «П'ятий океан» (1940).